# Сан-Роке-де-Ріом'єра
Сан-Роке-де-Ріом'єра (ісп. San Roque de Riomiera) — муніципалітет в Іспанії, у складі автономної спільноти Кантабрія. Населення — 446 осіб (2009).
Муніципалітет розташований на відстані близько 310 км на північ від Мадрида, 26 км на південь від Сантандера.
На території муніципалітету розташовані такі населені пункти: Ла-Конча, Мерілья, Ла-Педроса (адміністративний центр).

## Демографія
Динаміка населення (INE ):

## Галерея зображень

Розташування муніципалітету